# Ondas alfa
As ondas alfas são oscilações cerebrais com a faixa de 8-12 Hz, facilmente observadas no eletroencefalograma (EEG) humano, são amplamente estudadas em funções cognitivas, especialmente na manutenção da memória de trabalho. As ondas alfa aparecem em estados de relaxamento mental e corporal, como a meditação, e ajudam a aliviar o estresse e melhorar a concentração.
As ondas alfa são, provavelmente são originadas de atividades elétricas neuronais síncronas e coerentes possivelmente envolvendo células de ritmo do tálamo. Historicamente, elas também são chamadas de “ondas de Berger” depois de Hans Berger, que foi quem primeiro as descreveu quando ele inventou o EEG em 1924 . As ondas alfa são um tipo de ondas cerebrais detectadas por métodos de leitura eletrofisiológica, por exemplo a eletroencefalografia (EEG) ou a magnetoencefalografia (MEG) . Elas são predominantemente observadas na porção parieto-occipital do cérebro e foi o primeiro ritmo cerebral observado em humanos . Ondas alfa podem ser observadas durante momentos de relaxamento ainda desperto, especialmente quando não há nenhuma atividade mental. Durante o estado de olhos fechados, as ondas alfa são proeminentes na porção parietal. Processos que requeiram atenção ou tarefas cognitivas reduzem, ou atenuam, as ondas alfa. .
As ondas alfa tendem a aparecer quando a mente e o corpo estão relaxados, como na meditação, e são associadas ao alívio do estresse e à melhora da concentração. As ondas alfa são geradas de forma abrupta quando uma pessoa fecha os olhos e relaxa o corpo, indicando um estado onde corpo e mente estão em harmonia, mesmo em um estado de alta consciência .A literatura aponta que conforme o cérebro fica mais relaxado, a frequência das ondas cerebrais, incluindo a alfa, tende a diminuir .
Embora a principal função inibitória das ondas alfa no processamento de informações sem relevância durante a memória de trabalho seja bem estabelecida, a compreensão de sua propagação como ondas viajantes é uma área de estudo mais recente . Esses estudos resultaram na noção de que as oscilações alfa inibem áreas do córtex que não estão em uso , e elas exercem um papel ativo na coordenação das redes neurais e na comunicação .
1. 1 2  Zeng, Yifan; Sauseng, Paul; Alamia, Andrea (11 de dezembro de 2024). «Alpha Traveling Waves during Working Memory: Disentangling Bottom-Up Gating and Top-Down Gain Control». The Journal of Neuroscience (em inglês) (50): e0532242024. ISSN 0270-6474. doi:10.1523/JNEUROSCI.0532-24.2024. Consultado em 23 de julho de 2025
2. 1 2 3  Jee, Soon-Duk; Kim, Chae-Bogk (30 de novembro de 2014). «Electroencephalogram Analysis on Learning Factors during Relaxed or Concentrated Attention according to the Color Temperatures of LED Illuminance». The Journal of Korean Institute of Educational Facilities (em inglês) (6): 33–42. ISSN 1227-7258. doi:10.7859/kief.2014.21.6.033. Consultado em 23 de julho de 2025
3. ↑  İnce, Rümeysa; Adanır, Saliha Seda; Sevmez, Fatma (setembro de 2021). «The inventor of electroencephalography (EEG): Hans Berger (1873–1941)». Child's Nervous System (em inglês) (9): 2723–2724. ISSN 0256-7040. doi:10.1007/s00381-020-04564-z. Consultado em 23 de julho de 2025
4. ↑  Percival, Donald B.; Walden, Andrew T. (2002). Spectral analysis for physical applications: multitaper and conventional univariate techniques Digital printing ed. Cambridge: Cambridge Univ. Pr
5. ↑  Berger, Hans (dezembro de 1929). «Über das Elektrenkephalogramm des Menschen». Archiv für Psychiatrie und Nervenkrankheiten (em alemão) (1): 527–570. ISSN 0003-9373. doi:10.1007/BF01797193. Consultado em 23 de julho de 2025
6. ↑  Malik, Aamir Saeed; Amin, Hafeez Ullah (2018). Designing EEG experiments for studying the brain: design code and example datasets. Oxford: Elsevier
7. ↑  Jensen, Ole; Mazaheri, Ali (2010). «Shaping Functional Architecture by Oscillatory Alpha Activity: Gating by Inhibition». Frontiers in Human Neuroscience. ISSN 1662-5161. doi:10.3389/fnhum.2010.00186. Consultado em 23 de julho de 2025
8. ↑  Palva, Satu; Palva, J. Matias (abril de 2007). «New vistas for α-frequency band oscillations». Trends in Neurosciences (em inglês) (4): 150–158. doi:10.1016/j.tins.2007.02.001. Consultado em 23 de julho de 2025